# Куцото куче
Куцото куче (на английски: Lame Dog Hut) е постройка в базата Св. Климент Охридски на о. Ливингстън в архипелага Южни Шетландски острови, Антарктика. От октомври 2012 г. в Куцото куче, понастоящем най-стара запазена сграда на острова, е разположен Музеят на остров Ливингстън – филиал на Националния исторически музей в София. Тя е първата българска постройка в Антарктика, поставила основите на систематичните научни изследвания на България в района на о. Ливингстън в рамките на Антарктическия договор. Куцото куче е обявено за един от историческите паметници на Антарктика.

## Постройката
Куцото куче е произведено в България съоръжение с размери 6 на 3.5 м със стени от сандвич панели (метални плоскости с пълнеж от пенополиуретан), включващо общо отделение за хранене и общуване, и друго за спалня, с общ капацитет за настаняване на 6 души. Постройката има особена техническа и архитектурна ценност поради своите материали, дизайн и начин на изграждане, а именно изобретателността и уменията на българските учени и технически персонал, които с използване на подръчни материали преобразуват един стандартен жилищен контейнер, предназначен за нуждите на тогавашния български дърводобив в Коми, в уютно и гостоприемно място за обитаване в условията на Антарктика, високо ценено от хората от различни националности, посещавали или работили на българската база. Опитът от построяването и поддържането на Куцото куче е използван при последващото разширяване и доизграждане на българската база.

## Името
Името Куцото куче датира към 1999 г., когато постройката е заварена подскачаща от вятъра с повредени през зимата подпори. Това донякъде чудато име става популярно и се налага както в масовата употреба, така и в официалната документация на Българския антарктически институт.

## История
Сглобяемата постройка, произведена в Пазарджик, е издигната на о. Ливингстън по време на Първата българска антарктическа експедиция от екипа на Златил Вергилов, Асен Чакъров, Стефан Калоянов и Николай Михневски от 26 до 28 април 1988 с логистичната подкрепа на съветския научноизследователски кораб Михаил Сомов с капитан Феликс Песяков. Тя е ремонтирана и зедно с прилежащата Руска барака (малък склад) на 11 декември 1993 е обявена от Президента Желю Желев за българска база „Св. Климент Охридски“. Куцото куче е единственото място за обитаване на базата (с използване на палатки при необходимост от настаняване на повече хора) до завършване изграждането на новата основна сграда през 1998. Постройката е обитавана през всички летни сезони след 1993 и се доказва като особено подходяща за местните условия. Използвана е също от радиостанцията на базата и нейната поща (Пощенски клон 1090 на Български пощи) от 1994.

## Музей на остров Ливингстън
Понастоящем в постройката е настанен Музеят на остров Ливингстън със сбирка от експонати, представящи ранния период на българската научна и логистична дейност в Антарктика и от октомври 2012 г. – филиал на Националния исторически музей в София.

## Исторически паметник
През юни 2015 г. постройката е обявена за исторически паметник (HSM 91) на Антарктика в системата на Антарктическия договор. Като най-стара съхранена сграда на о. Ливингстън (от 2009 г., когато старите постройки на испанската база Хуан Карлос I са демонтирани и заменени с нови), Куцото куче и свързаните с него музейни експонати се смятат за част от културното и историческото наследство на острова и Антарктика.

## Разположение
Постройката се намира на 62°38′29″ ю. ш. 60°21′53″ з. д. / 62.641389° ю. ш. 60.364722° з. д., което е 70 м южно от основната сграда на база Св. Климент Охридски и 200 м от брега на Южния залив, на надморска височина 15.5 м. Разположена е между два ръкава на Резовския поток в подножието на хълмовете Песяков и Синеморец, над Голямата лагуна.

## Карти
- Л.Л. Иванов. Св. Климент Охридски, о. Ливингстън. Топографска карта в мащаб 1:1000. Проект на Комисията по антарктическите наименования, подкрепен от Атлантическия клуб в България и Българския антарктически институт. София, 1996. (Първата българска антарктическа топографска карта.)
- L.L. Ivanov et al. Antarctica: Livingston Island, South Shetland Islands (from English Strait to Morton Strait, with illustrations and ice-cover distribution). 1:100000 scale topographic map. Софиа: Antarctic Place-names Commission of Bulgaria, 2005.
- Л. Иванов. Антарктика: Остров Ливингстън и острови Гринуич, Робърт, Сноу и Смит. Топографска карта в мащаб 1:120000. Троян: Фондация Манфред Вьорнер, 2009. ISBN 978-954-92032-4-0 (Допълнено второ издание 2010. ISBN 978-954-92032-8-8)
- Л.Л. Иванов. Обзорна карта на о. Ливингстън. В: Иванов, Л. и Н. Иванова. Антарктика: Природа, история, усвояване, географски имена и българско участие. София: Фондация Манфред Вьорнер, 2014. с. 18 – 19. ISBN 978-619-90008-1-6